# Centro satellitare dell'Unione europea
Il Centro satellitare dell'Unione europea (SatCen) fu fondato nel 2002 per rimpiazzare il Centro satellitare dell'Unione europea occidentale e quindi costituisce una parte del trasferimento di funzioni dall'Unione europea occidentale all'Unione europea.
Il suo scopo è la raccolta di informazioni attraverso l'analisi di immagini satellitari per aiutare l'UE a prevenire conflitti e proporzionare aiuti umanitari. Il centro si trova a Torrejón de Ardoz in Spagna. Altri paesi che hanno una convenzione con il SatCen possono a loro volta utilizzare le risorse del centro.
Anche se il centro è autonomo nelle sue operazioni giornaliere, la Segreteria generale del Consiglio dell'Unione europea è responsabile per la sua direzione operativa.
Dal giugno 2019 il direttore esecutivo del Centro è il rumeno Sorin Dumitru Ducaru.